# Antônio Bezerra Brandão
Antônio Bezerra Brandão (sinh ngày 21 tháng 12 năm 1977) là một cầu thủ bóng đá người Brasil.

## Sự nghiệp câu lạc bộ
Antônio Bezerra Brandão đã từng chơi cho Omiya Ardija.

## Thống kê câu lạc bộ

### J.League
| Đội          | Năm       | J.League | J.League | J.League Cup | J.League Cup | Tổng cộng | Tổng cộng |
| Đội          | Năm       | Trận     | Bàn      | Trận         | Bàn          | Trận      | Bàn       |
| ------------ | --------- | -------- | -------- | ------------ | ------------ | --------- | --------- |
| Omiya Ardija | 2001      | 39       | 1        | 2            | 0            | 41        | 1         |
| Omiya Ardija | 2002      | 43       | 5        | -            | -            | 43        | 5         |
| Omiya Ardija | 2003      | 38       | 1        | -            | -            | 38        | 1         |
| Omiya Ardija | 2004      | 40       | 4        | -            | -            | 40        | 4         |
| Omiya Ardija | 2005      | 31       | 5        | 6            | 0            | 37        | 5         |
| Omiya Ardija | 2006      | 31       | 3        | 5            | 1            | 36        | 4         |
| Tổng cộng    | Tổng cộng | 222      | 19       | 13           | 1            | 235       | 20        |